# Kurt Wolfram Carlos Elmenhorst
Carlos W. Elmenhorst (eigentlich Kurt Wolfram Karl Walter Elmenhorst; * 6. April 1910 in Kiel; † 24. Oktober 2000 in Guatemala-Stadt) war ein deutscher Kaufmann, Gelehrter, Maya-Forscher und Sammler von Mayatextilien.

## Leben
Kurt Wolfram Karl Walter Elmenhorst stammt aus der alten Hamburgischen Kaufmannsfamilie Elmenhorst. Er war das älteste von fünf Kindern. Sein Vater Max Wolfram Elmenhorst (1880–1936) war bis 1919 als Kaiserlicher Korvettenkapitän Marineoffizier in Kiel. Nach einer Lehre zum Groß- und Außenhandelskaufmann bei der Ex- und Importfirma Eduard Ringel & Co. in Hamburg, die auf Kaffee spezialisiert war, ging er 1932 nach Guatemala. Er nutzte nun seine dritten Vornamen Karl, da dieser auch auf Englisch („Charles“) bzw. Spanisch („Carlos“) funktionierte. Hier war er über 60 Jahre lang im Kaffeehandel tätig, zunächst 1933–1944 bei Nottebohm Hermanos (Gebrüder Nottebohm), dem damals zweitgrößten Kaffee-Produzenten Guatemalas. Im Jahre 1946 gründete er eine eigene Firma (zunächst Carlos W. Elmenhorst, später Oliva-Elmenhorst & Co). Später exportierte er neben Kaffee auch Honig. 1983 zog er sich aus den Handelsgeschäften zurück und widmete sich ausschließlich seiner Sammlungstätigkeit.
Neben seiner Tätigkeit als Kaufmann sammelte er bereits ab den 1930er Jahren systematisch die Textilien der verschiedenen in Guatemala ansässigen Mayastämme und trug auf diese Weise die heute weltweit wohl umfassendste Sammlung von Mayatextilien zusammen. Seine Sammlung schenkte er 1989 dem Hamburger Museum für Völkerkunde, das sie seit dem Jahr 2011 als Sammlung Elmenhorst in der ständigen Sammlung ausstellt. Dies würdigte das Museum durch das Hinzufügen seines Namens auf der linken Förderersäule im Eingangsbereich.
Seit Oktober 2011 präsentiert das Museum für Völkerkunde als Sonderausstellung Elmenhorst & Co ausgewählte Stücke seiner Sammlung in der Ausstellung Herz der Maya zusammen mit anderen Sammlern von Mayatextilien. Die Ausstellung gibt auch einen kleinen Einblick in das Sammeln, Archivieren und Katalogisieren im Allgemeinen.
Seine Bibliothek mit einer umfangreichen Sammlung von Autographen und zeitgenössischen Reise- und Expeditionsberichten in Zentralamerika aus dem 16. Jahrhundert vermachte er als Carlos Elmenhorst Collection der Ludwig-von-Mises-Bibliothek der Francisco-Marroquín-Universität in Guatemala-Stadt. Sie wird derzeit komplett digitalisiert und soll demnächst online gestellt werden.
Carlos Elmenhorst heiratete am 3. August 1946 die Kaufmannstochter Gerda Anna Jördens. Aus der Ehe gingen drei Töchter hervor. Er ist ein Neffe des Ethnologen Wilhelm Elmenhorst.